# Fredegand Cogels
O Barão Fredegandus (Fredegand) Patricius Josephus Maria Cogels (14 de abril de 1850 – 17 de fevereiro de 1932) foi um político belga. Foi governador da província de Antuérpia de 16 de dezembro de 1900 a 28 de maio de 1907 e por um breve período após a Primeira Guerra Mundial em 1918.

## Carreira política
Fredegand Cogels foi senador no Senado bBelga de 1892 a 1900 e novamente de 1918 a 1920.